# Lukunga
Lukunga är ett vattendrag i Kongo-Kinshasa. Det rinner ut i Kongofloden i Kinshasa, i den västra delen av landet. Ett vattenverk byggt 1939 förser uppskattningsvis en halv miljon människor med dricksvatten från Lukunga.